# Prix littéraires du Gouverneur général 1945
Liste des Prix littéraires du Gouverneur général pour 1945, chacun suivi du gagnant.

## Anglais
- Prix du Gouverneur général : romans et nouvelles de langue anglaise : Hugh MacLennan, Two Solitudes.
- Prix du Gouverneur général : poésie ou théâtre de langue anglaise : Earle Birney, Now is Time.
- Prix du Gouverneur général : études et essais de langue anglaise : Evelyn M. Richardson, We Keep a Light et Ross Munro, Gauntlet to Overlord.